# Westerhever
Westerhever (Vesterhever en danois) est une commune d'Allemagne, située dans le land du Schleswig-Holstein et l'arrondissement de Frise-du-Nord.

## Géographie
La commune de Westerhever se situe à la pointe nord-ouest de la presqu'île d'Eiderstedt. Son monument le plus célèbre est le phare de Westerheversand qui est le symbole de la commune mais aussi de toute la presqu'île.